# Алхан-Калинское городище
Алхан-Калинское городище  — одно из крупнейших городищ аланского периода, является одним из центральных памятников раннего периода аланской культуры на Северном Кавказе в II—V вв до н. э. и в I—XIII вв н. э., который ввиду размеров, оборонительной системы и большого культурного слоя можно отнести к раннегородской цивилизации. Древний город расположен на берегу реки Сунжи вблизи селения Алхан-Кала в Чеченской Республике. Вследствие проведённых изысканий по мнению академика В. Б. Виноградова и других учёных, именно в этом месте Алхан-Калинского городища находилась столица древнего Аланского государства — город Магас.

## Основные сведения
Памятник включает в себя:
- Алхан-калинское городище
- Алхан-калинские курганы
- Алхан-калинское поселение

Городище является самым крупных из изученных в Чеченской Республике. Оно расположено на участке длиною более одного километра и обнесено несколькими глубокими рвами. Первый ров глубиной 9 метров образует внешнюю ограду, с внутренней его стороны находится вал, а на 135 метров внутри находится второй ров глубиной 2,5 метра. Оба рва концами тянутся до 20 метрового обрыва на берегу Сунжи. На берегу реки частично сохранилась цитадель. Также рядом возвышается холм с крутыми склонами и плоской вершиной, отрезанный рекой от основной территории памятника. Обнаруженный материал и данные нескольких разведочных раскопов выявили культурный слой двухметровой толщины, относящийся к раннему этапу аланской культуры. А также на вершине холма фиксируются напластования кобанской культуры. Вокруг городища раскинут курганный могильник, состоящий из огромного числа насыпей, когда-то их насчитывалось несколько сотен. Исследованные курганы учёными относятся к аланскому периоду раннего типа. Алхан-калинское поселение расположено на юго-восточной окраине городища, обнаруженный материал аналогичен выявленному в городище.

## История исследований

### Российская империя
Пионером по изучению древних культур на территории Чечни считается В. И. Долбежев, преподаватель Владикавказского реального училища. По поручению археологический комиссии он в течение 20 лет (с 1884 по 1904 г.) провёл большие стационарные и разведочные работы по изучению древних памятников Северного Кавказа, от эпохи бронзы до средневекового периода.
Председатель Императорской археологической комиссии А. А. Бобринский провёл исследования в 1888 году в Алхан-Чуртовской засушливой долине. Под его руководством раскопками была охвачена большая территория в районе города Грозного, в селениях Алды, Алхан-юрт, Алхан-кала, Кулары, и далее на юго-запад до города Урус-Мартан. Бобринским было отмечено большое количество крупных курганных могильников. Ряд вскрытых курганов содержали комплексы скифской и сарматской культур. Одним из результатов этих трудов стало открытие на левом берегу реки Сунжи большого городища рядом с поселком Алхан-Кала.
Тогда же несколько курганов в районе города Грозного было исследовано П. С. Уваровой. В одном из курганов возле села Кулары жителями села была обнаружена золотая гривна, состоящая из прута с заходящими друг за друга концами в виде тройных голов животных с открытой пастью. Это украшение, изготовленное в позднескифском или раннесарматском стиле VI—V веков до нашей эры, было выкуплено Просковьей Уваровой и передано на хранение в Государственный Исторический музей.

### Советское время
С 1936 года группа археологов, такие как А. П. Круглов, С. Н. Аносова, Г. В. Подгаецкий и А. В. Мачинский, продолжили проводить раскопки. Во время Великой Отечественной войны исследования прервались, так успешно начатые институтом археологии РАН (ГАИМК) в Чечне. Продолжили работы по изысканию сунженских городищ и Алха-Калинского поселения археологи Т. М. Минаева, Н. И. Штанько и М. П. Севостьянов которые в послевоенное время провели плодотворные разведочные работы.
Исследования древних руин Алхан-Калинского городища проводились в 1937—1938 годах группой археологов Северокавказской археологической экспедиции Государственного Исторического музея (СКАЭ), а позднее — Института археологии Академии наук СССР. Раскопки проводились под руководством Е. И. Крупнова на окраине селения Алхан-Кала в Грозненском районе. Алхан-Калинское городище крупнейший памятник позднесарматского времени и раннего средневековья. Размеры памятника по периметру внешней линии оборонительных сооружений превышает 1,5 км. Археологами была исследована территория площадью 175 кв. метров и девять курганов. Выявленный материал учёными датируется III—V веками нашей эры.
Рядом с Алхан-Калинским поселением проходил древний торговый путь. По Алханчуртской долине с севера на запад проходила древняя Черкасская дорога, которая связывала Чёрное море с Каспийским, а Крым — с Дагестаном и Персией. Городище располагается на левом высоком и обрывистом берегу реки Сунжи, охватывая площадь около 100 га. Сохранились небольшие остатки цитадели, три оборонительных рва с въездными воротами. Над внешним рвом фиксируются вал, местами с булыжными и, возможно, сырцовыми кладками. Отмечены следы каменных стен и привратных укреплений. Мощность культурных напластований 1,2-3,3 метра.
Археологические раскопки велись на отдельно стоящей площадке городища, которая носит название «Бабушкина горка». Толщина культурного слоя на участке, где проводились работы, превышала 4 метра. В ходе проведение исследования было сделано вскрытие земли на глубину до 1,1 м, что дало обнаружить три наиболее поздних (верхних) строительных горизонта. Там были отмечены останки сооружений, построенных из неформованного сырца и деревянных, покрытых глиной турлучных конструкций, а также большое количество хозяйственных ям, предназначавшихся для сохранения припасов, а в дальнейшем, использовались для утилизации мусора. Разрушения бытовых и хозяйственных построек случались, видимо, в результате часто возникающих пожаров, следы которых многократно наблюдались в раскопе.
На основании данных исследований археологами был сделан ряд выводов относительно присутствия у народонаселения, покинувшего памятник, развитой культуры и специализированного гончарного производства. Обнаружение металлургического железистого шлака подтверждает гипотезу о металлургическом производстве. Большое количество костей животных в культурном слое доказывает широкий спектр специализации в животноводстве. Находки зернотерок и высокая плотность местоположения хозяйственных ям свидетельствуют о важной роли земледелия. Также были найдены в культурном слое фрагменты светлоглиняных амфор первой половины III в. н. э., поступавшие на территорию Северного Кавказа из северопричерноморских античных колоний.
Крупные археологические исследования на территории древнего городища в 1965—1968 годах проводил известный археолог, академик Виноградов. Так, Виноградовым на разных участках этого памятника было заложено 11 раскопов, и руководимые им археологические раскопки позволили найти более 24 тысяч артефактов древности. Кроме того, расчищены места пяти капищ, где обнаружено 153 целых курильниц стаканообразной формы. Городище было обитаемо в VII—IV веках до нашей эры и в I—XIII веках нашей эры.
Вследствие проведённых изысканий по мнению академика Виноградова и других ученых, таких как Н. А. Караулов, В. Ф. Минорский именно на месте Алхан-Калинского городища располагалась столица древней Алании — город Магас. Эта гипотеза нашла своих сторонников в лице историков Е. А. Крупнова, В. А. Кузнецова, Н. П. Гриценко.
На площади Алхан-Калинского градостроительной культуры находится свыше 20 курганов-некрополей, некоторые из которых находятся в разрушенном виде. В данное время существует реальная опасность полного разрушения этого исторического памятника древности.

### Современная Россия
Чеченская археологическая экспедиция АН ЧР и ЧГУ в 2014 году провела на городище раскопки. Был исследован отдельно расположенный в сунженской пойме холмообразный останец. Раскоп был разбит на площади более 40 м². Материал, полученный в результате работ, датируется учёными позднесарматским периодом, также были обнаружены находки, указывающие на наличие слоев скифского периода.
В 2025 году археологи обнаружили на территории городища богатое погребение раннего этапа аланской культуры возрастом более 1700 лет (вторая и третья четверть IV века). В нём находились останки мужчины и различные сокровища, ранее не встречающиеся на Северном Кавказе: конская сбруя, украшенная турмалинами, гранатами и золотом, три клинка, металлические сосуды (ёмкости), чаши, узда и литой браслет. После реконструкции артефакты будут переданы в Национальный музей Чеченской Республики.